# Hydraena mexicana
Hydraena mexicana är en skalbaggsart som beskrevs av Perkins 1980. Hydraena mexicana ingår i släktet Hydraena och familjen vattenbrynsbaggar. Inga underarter finns listade i Catalogue of Life.